# Persone di nome Liam
| Questa pagina contiene informazioni ricavate automaticamente dalle voci biografiche con l'ausilio del template Bio e di un bot. L'aggiornamento è periodico e automatico e ricostruisce completamente la pagina. Se manca una persona in questa lista, sei pregato di non aggiungerla, ma accertati piuttosto che la sua voce biografica contenga il template Bio e che i dati anagrafici siano correttamente compilati. Se il template Bio manca, inseriscilo tu stesso o, in alternativa, metti l'avviso {{tmp\|Bio}} che ne segnala la mancanza. Se i dati riportati sono sbagliati, correggi direttamente la voce biografica; le modifiche saranno visibili in questa lista entro pochi giorni. Per chiarimenti vedi il progetto antroponimi. La lista contiene solo le 96 persone che sono citate nell'enciclopedia e per le quali è stato implementato correttamente il template Bio. Pagina aggiornata al 6 ago 2025. |

Questa è una lista di persone presenti nell'enciclopedia che hanno il nome Liam, suddivise per attività principale.

## Allenatori di calcio(5)
- Liam Craig, allenatore di calcio e ex calciatore scozzese (Edimburgo, n. 1986)
- Liam Daish, allenatore di calcio e ex calciatore inglese (Portsmouth, n. 1968)
- Liam Fox, allenatore di calcio e ex calciatore scozzese (Edimburgo, n. 1984)
- Liam Rosenior, allenatore di calcio e ex calciatore britannico (Londra, n. 1984)
- Liam Tuohy, allenatore di calcio e calciatore irlandese (Dublino, n. 1933 - † 2016)

## Allenatori di football americano(1)
- Liam Coen, allenatore di football americano statunitense (Warwick, n. 1985)

## Attori(9)
- Liam Aiken, attore statunitense (New York, n. 1990)
- Liam Cunningham, attore irlandese (Dublino, n. 1961)
- Liam Dunn, attore statunitense (New Jersey, n. 1916 - Los Angeles, † 1976)
- Liam Garrigan, attore e drammaturgo britannico (Kingston upon Hull, n. 1981)
- Liam Hemsworth, attore australiano (Melbourne, n. 1990)
- Liam Hess, attore televisivo britannico (Cheltenham, n. 1992)
- Liam James, attore canadese (Vancouver, n. 1996)
- Liam McIntyre, attore australiano (Adelaide, n. 1982)
- Liam Tamne, attore e cantante inglese (Coventry, n. 1985)

## Calciatori(44)
- Liam Boyce, calciatore nordirlandese (Belfast, n. 1991)
- Liam Bridcutt, ex calciatore inglese (Reading, n. 1989)
- Liam Chipperfield, calciatore svizzero (Basilea, n. 2004)
- Liam Cooper, calciatore inglese (Kingston upon Hull, n. 1991)
- Liam Cullen, calciatore gallese (Tenby, n. 1999)
- Liam Delap, calciatore inglese (Winchester, n. 2003)
- Liam Donnelly, calciatore nordirlandese (Dungannon, n. 1996)
- Liam Evans, calciatore britannico (Hamilton, n. 1997)
- Liam Feeney, ex calciatore inglese (Londra, n. 1987)
- Liam Fontaine, ex calciatore inglese (Beckenham, n. 1986)
- Liam Fraser, calciatore canadese (Toronto, n. 1998)
- Liam Gibbs, calciatore inglese (Bury St Edmunds, n. 2002)
- Liam Gordon, calciatore guyanese (Londra, n. 1999)
- Liam Gordon, calciatore scozzese (Perth, n. 1996)
- Liam Graham, ex calciatore neozelandese (Melbourne, n. 1992)
- Liam Grimshaw, calciatore inglese (Burnley, n. 1995)
- Liam Henderson, calciatore scozzese (Livingston, n. 1996)
- Liam Jessop, calciatore gibilterriano (Gibilterra, n. 2005)
- Liam Jordan, calciatore sudafricano (Durban, n. 1998)
- Liam Kelly, calciatore scozzese (Milton Keynes, n. 1990)
- Liam Kelly, calciatore irlandese (Basingstoke, n. 1995)
- Liam Kelly, calciatore scozzese (Glasgow, n. 1996)
- Liam Kerrigan, calciatore irlandese (Sligo, n. 2000)
- Liam Kitching, calciatore inglese (Harrogate, n. 1999)
- Liam Lawrence, ex calciatore irlandese (Retford, n. 1981)
- Liam Lindsay, calciatore scozzese (Glasgow, n. 1995)
- Liam Little, calciatore neozelandese (n. 1986)
- Liam Millar, calciatore canadese (Toronto, n. 1999)
- Liam Moore, ex calciatore inglese (Loughborough, n. 1993)
- Liam Munroe, calciatore irlandese (Dublino, n. 1933 - Dublino, † 2024)
- Liam Möller, calciatore finlandese (Espoo, n. 2004)
- Liam O'Brien, ex calciatore irlandese (Dublino, n. 1964)
- Liam O'Kane, ex calciatore nordirlandese (Derry, n. 1948)
- Liam Palmer, calciatore scozzese (Worksop, n. 1991)
- Liam Polworth, calciatore scozzese (Inverness, n. 1994)
- Liam Ridgewell, ex calciatore inglese (Londra, n. 1984)
- Joshua Rose, calciatore australiano (Rockhampton, n. 1981)
- Liam Scales, calciatore irlandese (Dublino, n. 1998)
- Liam Smith, calciatore scozzese (Dalgety Bay, n. 1996)
- Liam Thompson, calciatore inglese (Nottingham, n. 2002)
- Liam Trotter, ex calciatore inglese (Ipswich, n. 1988)
- Liam Walker, calciatore gibilterriano (Gibilterra, n. 1988)
- Liam Walsh, calciatore inglese (Huyton, n. 1997)
- Liam van Gelderen, calciatore olandese (Zaandam, n. 2001)

## Canoisti(1)
- Liam Heath, canoista britannico (Guildford, n. 1984)

## Cantanti(1)
- Liam Payne, cantante britannico (Wolverhampton, n. 1993 - Buenos Aires, † 2024)

## Cantautori(1)
- Liam Finn, cantautore neozelandese (Melbourne, n. 1983)

## Cestisti(4)
- Liam O'Reilly, cestista statunitense (Austin, n. 1996)
- Liam Robbins, cestista statunitense (Davenport, n. 1999)
- Liam Rush, ex cestista australiano (Broome, n. 1982)
- Liam Udom, cestista italiano (Bagno a Ripoli, n. 2000)

## Ciclisti su strada(1)
- Liam Slock, ciclista su strada belga (Gand, n. 2000)

## Coreografi(1)
- Liam Scarlett, coreografo e ballerino britannico (Ipswich, n. 1986 - Ipswich, † 2021)

## Danzatori(1)
- Liam Mower, ballerino e attore britannico (Kingston upon Hull, n. 1992)

## Disc jockey(1)
- Liam Howlett, disc jockey e musicista britannico (Braintree, n. 1971)

## Doppiatori(1)
- Liam O'Brien, doppiatore, scrittore e regista statunitense (Weehawken, n. 1976)

## Giocatori di baseball(1)
- Liam Hendriks, giocatore di baseball australiano (Perth, n. 1989)

## Giocatori di football americano(1)
- Liam Eichenberg, giocatore di football americano statunitense (Cleveland, n. 1998)

## Giocatori di snooker(1)
- Liam Highfield, giocatore di snooker inglese (Swindon, n. 1990)

## Hockeisti su pista(1)
- Liam Bozzetto, hockeista su pista italiano (Thiene, n. 2005)

## Hockeisti su prato(1)
- Liam de Young, hockeista su prato australiano (n. 1981)

## Lunghisti(1)
- Liam Adcock, lunghista australiano (n. 1996)

## Militari(1)
- Liam Lynch, militare e patriota irlandese (Barnagurraha, n. 1893 - Clonmel, † 1923)

## Musicisti(1)
- Liam O'Flynn, musicista irlandese (Kill, n. 1945 - Dublino, † 2018)

## Nuotatori(1)
- Liam Tancock, ex nuotatore britannico (Exeter, n. 1985)

## Pattinatori di short track(1)
- Liam McFarlane, pattinatore di short track canadese (Medicine Hat, n. 1985)

## Piloti automobilistici(2)
- Liam Doran, pilota automobilistico britannico (Londra, n. 1987)
- Liam Lawson, pilota automobilistico neozelandese (Hastings, n. 2002)

## Pistard(1)
- Liam Bertazzo, ex pistard e ciclista su strada italiano (Este, n. 1992)

## Poeti(1)
- Liam Gogan, poeta irlandese (Dublino, n. 1891 - Dublino, † 1979)

## Politici(1)
- Liam Cosgrave, politico irlandese (Dublino, n. 1920 - Dún Laoghaire, † 2017)

## Rugbisti a 15(4)
- Liam Coltman, rugbista a 15 neozelandese (New Plymouth, n. 1990)
- Liam Messam, rugbista a 15 neozelandese (Blenheim, n. 1984)
- Liam Squire, rugbista a 15 neozelandese (Palmerston North, n. 1991)
- Liam Williams, rugbista a 15 britannico (Swansea, n. 1991)

## Sciatori alpini(1)
- Liam Wallace, sciatore alpino canadese (n. 1999)

## Scrittori(1)
- Liam O'Flaherty, scrittore irlandese (Inis Mór, n. 1896 - Dublino, † 1984)

## Snowboarder(1)
- Liam Brearley, snowboarder canadese (Orillia, n. 2003)

## Tennisti(2)
- Liam Broady, tennista britannico (Stockport, n. 1994)
- Liam Caruana, ex tennista italiano (Roma, n. 1998)

## Vescovi cattolici(1)
- Liam Stephen Cary, vescovo cattolico statunitense (Portland, n. 1947)